# Igreja de Cristo Reformada Universal
A Igreja de Cristo Reformada Universal  (ICRU) - em tive Nongo u Kristu ui Ser u sha Tar - é uma denominação cristã reformada organizada em 1957 na Nigéria, a partir do trabalho missionário da Missão Unida do Sudão, Igreja Reformada Neerlandesa (NGK), Igreja Reformada da Missão Holandesa e Igreja Cristã Reformada na América do Norte.

## História

### Plantação das primeiras igrejas
Em outubro de 1895, o Dr. Karl Kümm foi chamado, pela Missão Unida do Sudão (MUS), para iniciar o trabalho missionário no Cinturão do Sudão (anteriormente a área subsaariana ao norte do equador – do Senegal, no oeste, ao Sudão, no leste). 
A Missão Unida do Sudão (MUS) consistia em uma missão internacional e interdenominacional, criada com objetivo de difundir o Cristianismo na região.
Em 1907, o Dr. Kümm visitou a África do Sul a convite do Dr. Andrew Murray. Consequentemente, um estudante do último ano de teologia, George Botha, e uma enfermeira, missionária C. M. Cilliers, anunciaram que tinham recebido um chamado para trabalharem na Nigéria, como missionários da Igreja Reformada Neerlandesa (NGK). 
Botha recebeu pela primeira vez seis meses de treinamento médico no Livingstone College, em Londres. Antes de partirem para a Nigéria com o Sr. Hosking, da Igreja Metodista Wesleyana, em 10 de outubro de 1908, eles tiveram aulas de língua Hausa juntos. A missionária Cilliers juntou-se a eles em 1909.
Os sul-africanos começaram a trabalhar entre o povo Mbula. Todavia, em 1910 a MUS decidiu que deveriam concentrar-se no povo tive, que era muito maior. 
Em fevereiro de 1911, George Botha e o Rev. C. W. Guinter, um missionário da MUS, discutiram a localização de uma estação missionária com o chefe tive, em Saaiutu (Salatu). A primeira estação missionária em no território tive foi iniciada em Saaiutu, em abril de 1911, pelo Sr. Carlos Zimmermann. 
Benyamen Akiga, filho do chefe Sai, tornou-se o primeiro cristão tive convertido. 
Nos anos seguintes, o número de missionários na Nigéria aumentou e, entre 1913 e 1935, estações missionárias foram estabelecidas em Zaki-Biam, Sevav, Mkar, Adikpo Kunav, Turan, Makurdi e Mbaakpur.
O Rev. George Botha é considerado o missionário pioneiro da  Igreja Reformada Neerlandesa (NGK) para o povo tive na Nigéria, embora tenha trabalhado sob os auspícios da MUS. Muitos outros seguiram seus passos.
Durante e após a Segunda Guerra Mundial, 24 dos 34 missionários voltaram para casa por questões de segurança. No entanto, a igreja continuou a crescer graças à instrução religiosa e ao apoio dos evangelistas Tiv, treinados em Mkar. Em 1935 a igreja tinha apenas 25 membros batizados, mas em 1941 tinham aumentado para 214.

### Estabelecimento da denominação
A MUS entregou oficialmente a Missão entre o povo tive à Igreja Reformada da Missão Holandesa, no início do século XX. 
Em 1954, os missionários começaram a treinar pastores e evangelistas tives, em escolas noturnas para estabelecer uma igreja independente e autônoma. 
Em 9 de janeiro de 1957, foram ordenados os primeiros quatro ministros, logo após o estabelecimento da escola. 
Eles eram Revs. Isholibo Sai, Ugo, Annum e Ayaka. Sendo assim, foi organizada a Nongo u Kristu u Ken Sudan hen Tiv (NKST) ou Igreja de Cristo no Sudão entre os Tives. 
Na data da sua organização, a igreja tinha 1.800 membros, com 3.000 pessoas participando dos cultos dominicais.
No início da década de 1960, a Igreja Reformada da Missão Holandesa teve que deixar a Nigéria devido às políticas de apartheid da África do Sul e o seu trabalho foi entregue à Igreja Cristã Reformada na América do Norte. 
Posteriormente, a igreja cresceu e de tornou uma das maiores denominações cristãs da Nigéria. 
Em 2014, o nome da denominação foi alterado para Nongo u Kristu ui Ser u sha Tar, ou Igreja de Cristo Reformada Universal, identificando que a denominação já não se destina a incluir apenas o povo tive, mas sim todas as pessoas. 
Em 2023, a denominação tinha mais de 1 milhão de membros.

## Trabalho social, médico e educacional
O primeiro hospital da denominação foi fundado em 1925, pelos missionários sul-africanos. Desde então, a Igreja de Cristo Reformada Universal administra 9 hospitais, a Faculdade de Tecnologia da Saúde, uma escola de enfermagem, uma escola de obstetrícia e a Escola de Ciências Laboratoriais Médicas Lens Gabrieles.
A denominação introduziu a produção de frutas entre o povo tive, sendo responsável pelo cultivo de manga, laranja, abacaxi, castanha de caju e outras frutas.
A língua tive foi escrita pelos primeiros missionários da Igreja Reformada Neerlandesa (NGK), e isso abriu grandes possibilidades educacionais para o povo tive. Depois de desenvolver a ortografia tive, eles traduziram a Bíblia Sagrada para a língua tiv, concluída em 4 de novembro de 1964.
A Igreja de Cristo Reformada Universal fundou mais de 500 escolas primárias e mais de 50 escolas secundárias. O Seminário Teológico Reformado em Mkar possui um extenso campus e os programas acadêmicos se estendem até o nível de mestrado. 
Em 2005 foi fundada a Universidade de Mkar, administrada pela denominação.
A denominação administra ainda o Seminário Teológico Reformado, formado em 1971, para a formação de pastores.

## Doutrina
A denominação subscreve as Três Formas da Unidade: Catecismo de Heidelberg, os Cânones de Dort e a Confissão Belga.

## Relações inter eclesiásticas
A denominação é membro da Comunhão Mundial das Igrejas Reformadas.
Além disso, a denominação tem comunhão plena com a Igreja Cristã Reformada na América do Norte e com as Igrejas Reformadas Neerlandesas.